# Техаський жах (фільм, 1935)
Техаський жах (англ. Texas Terror) - вестерн 1935 року, режисера Роберт Н. Бредбері. В головних ролях Джон Вейн, Габбі Гейс та Люсіль Браун .

## Актори
- Джон Вейн - Джон Гіггінс
- Люсіль Браун - Бесс Меттьюз
- ЛеРой Мейсон - Джо Діксон

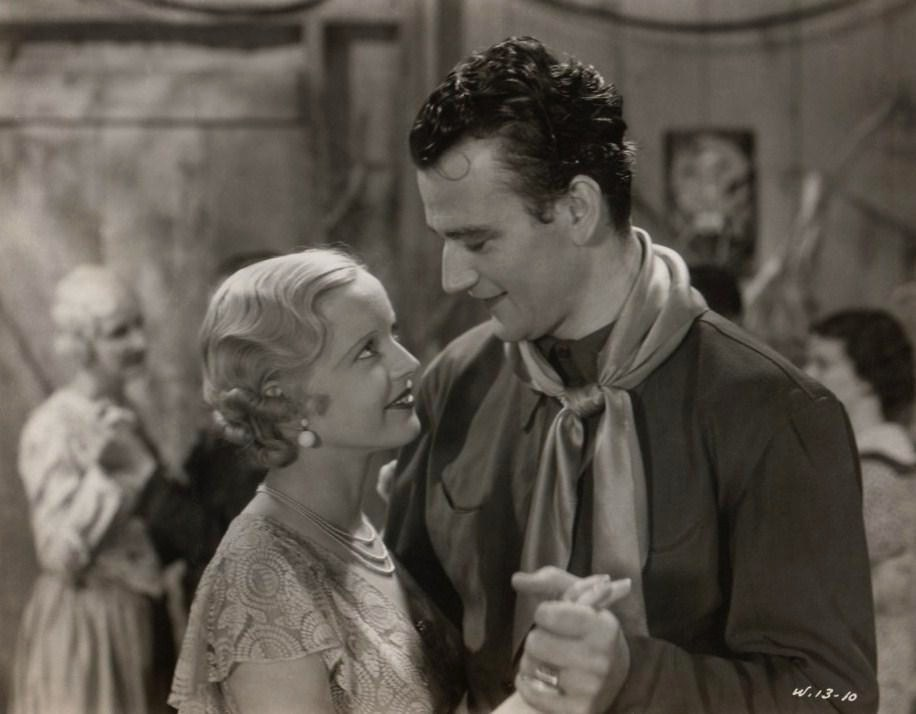
Люсіль Браун і Джон Уейн у фільмі Техаський жах

- Ферн Емметт - тітонька Марта Габбард
- Габбі Гейс - шерифа Ед Вільямс
- Джей Вілсі - Блекі Мартін
- Джон Інс - коваль Боб
- Генрі Рокмор - ведучій вечірки
- Джек Даффі - Джейк Абернат

## Прийом
Прем'єра фільму відбулась 1 лютого 1935 року. 
Розглядаючи фільм як частину фільмографії Джона Вейна, Стюарт Гелбрейт назвав його частиною серії "неякісних, найдешевих стрічок за участю Джона Вейна". Айк Оден із DVD Verdict назвав фільм "одноразовим". 